# Университет Центрального Миссури
Университет Центрального Миссури (англ. University of Central Missouri, сокр. UCM) — государственный университет в Уорренсберге, штат Миссури. В 2019 году на его кампусе площадью 1 561 акр обучалось 11 229 студентов из 49 штатов и 59 стран. UCM предлагает 150 программ обучения, включая 10 предпрофессиональных программ, 27 направлений сертификации учителей и 37 программ магистратуры.

## История
Университет был основан в 1871 году как Нормальная школа № 2 (Normal School No. 2) и стал называться Уорренсбургским педагогическим колледжем (Warrensburg Teachers College). Название было изменено на Центральный педагогический колледж штата Миссури (Normal School No. 2) в 1919 году, Центральный колледж штата Миссури (Normal School No. 2) в 1945 году и Центральный университет штата Миссури (Normal School No. 2) в 1972 году. В 1965 году в учебном заведении была создана аспирантура. В 2006 году название было изменено на Университет Центрального Миссури. UCM расположен за пределами кампуса в Ли'с Саммит, штат Миссури, и предлагает множество онлайн-курсов и программ.